# Spiophanes pisinnus
Spiophanes pisinnus är en ringmaskart som beskrevs av Meissner och Anne D. Hutchings 2003. Spiophanes pisinnus ingår i släktet Spiophanes och familjen Spionidae. Inga underarter finns listade i Catalogue of Life.